# Capo Cornwall

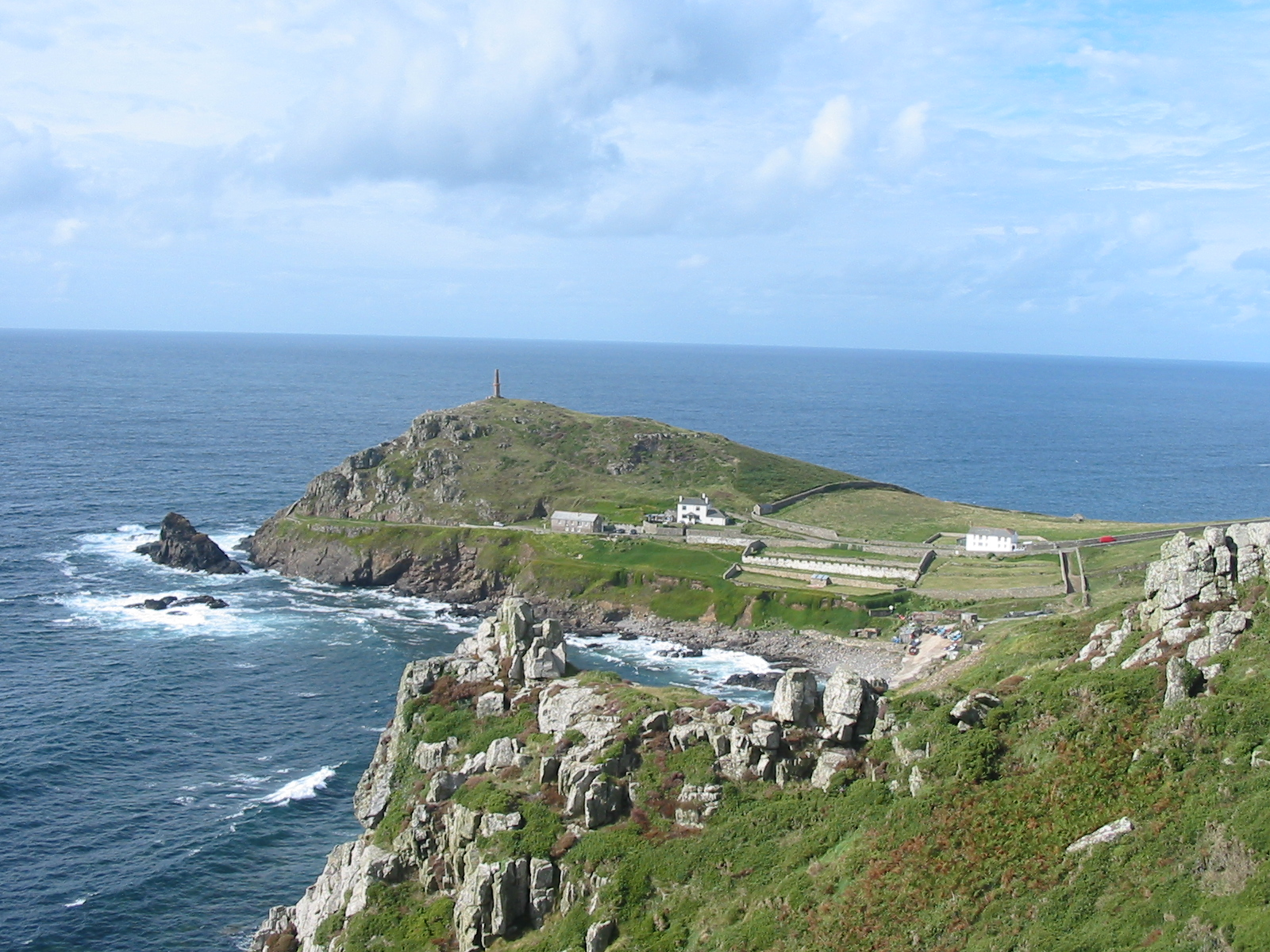
Altra immagine di Capo Cornwall

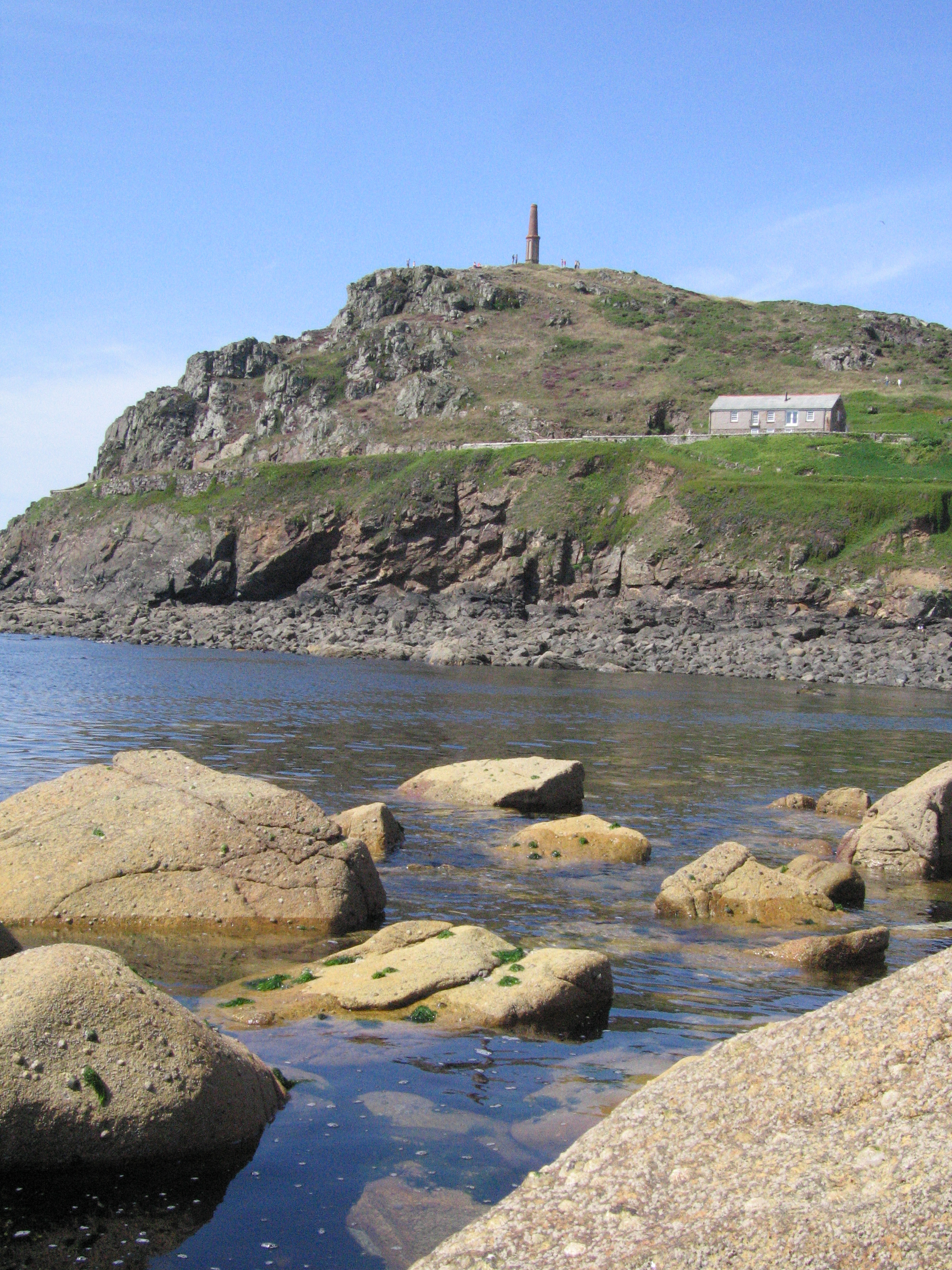
Capo Cornwall visto dalla spiaggia sottostante

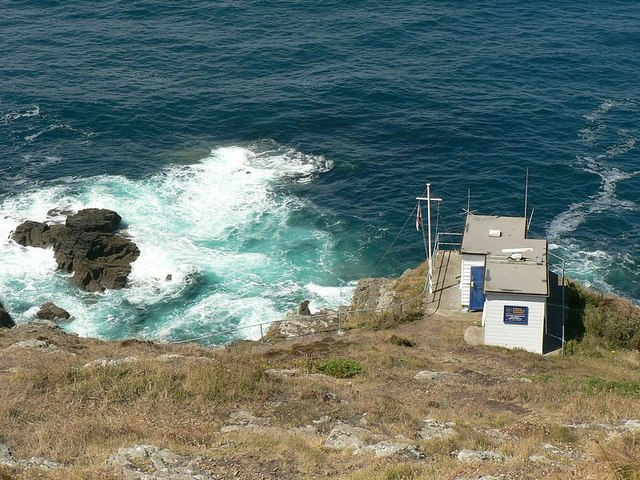
Stazione della guardia costiera a Capo Cornwall

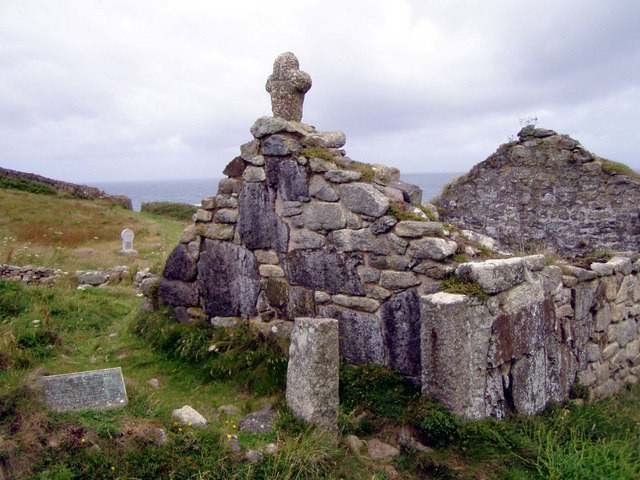
Le rovine dell'oratorio di Sant'Elena a Capo Cornwall

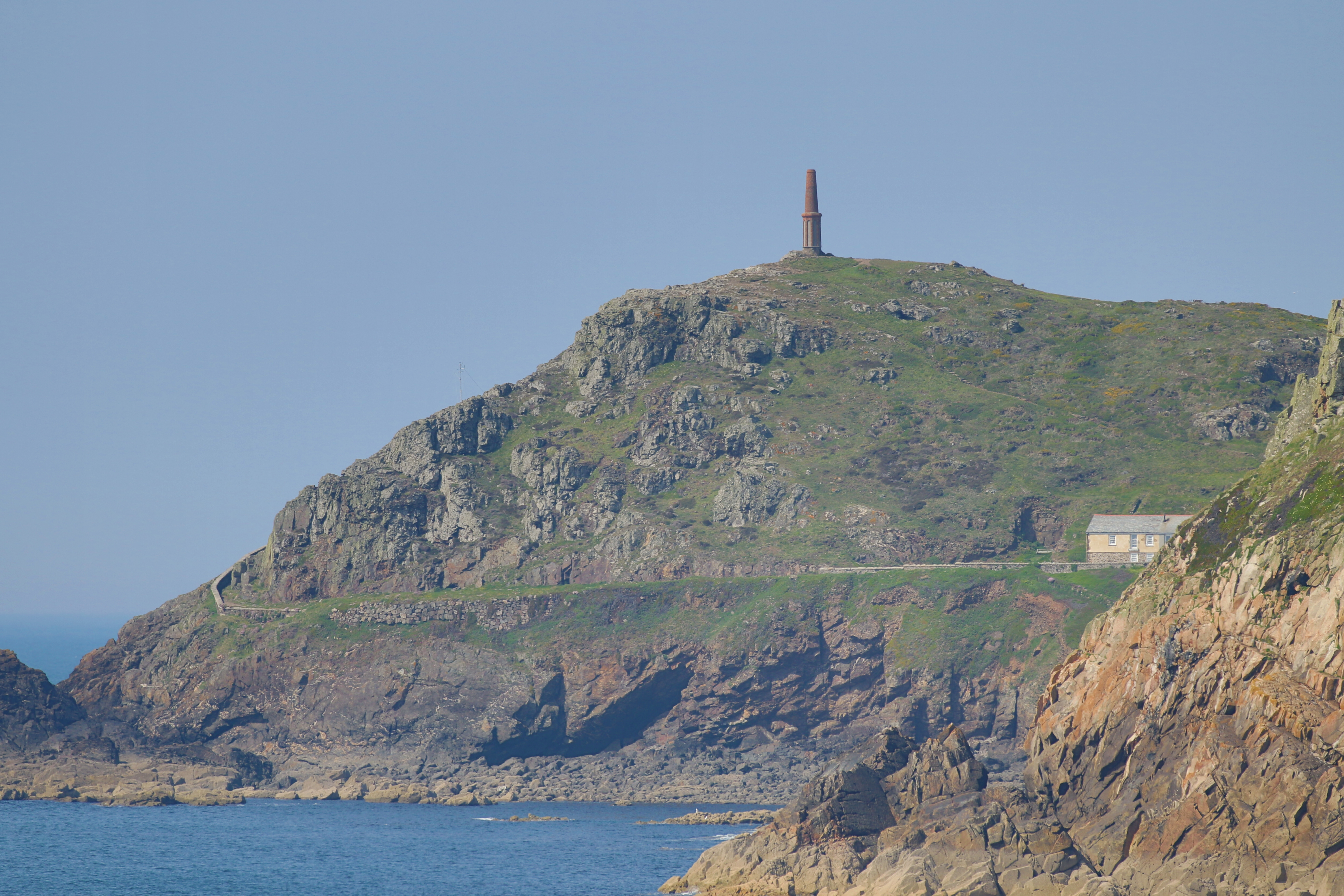
Cape Cornwall

Capo Cornwall (in inglese: Cape Cornwall; in lingua cornica: Pen Kernow o - in origine - Kilgoodh Ust) è un promontorio della costa atlantica della Cornovaglia, nel sud-ovest dell'Inghilterra, situato nei pressi del villaggio di St Just-in-Penwith. È stato per molto tempo erroneamente considerato il punto più occidentale dell'Inghilterra, primato che è stato in seguito assegnato a Land's End.
Il sito è posto sotto la tutela del National Trust (dal 1987).

## Etimologia
Un tempo il promontorio era chiamato in lingua cornica, per via della sua forma, Kilgoodh Ust, che significa letteralmente "la schiena dell'oca a St Just".

## Geografia

### Collocazione
Capo Cornwall si trova nella parte meridionale della costa atlantica della Cornovaglia, a nord di Land's End (da cui dista circa 4 miglia) e a sud di Pendeen. Le località più vicine sono St Just-in-Penwith, Botallack e Bosavern.
Di fronte al promontorio si trovano la spiaggia di Priest's Cove e gli isolotti rocciosi noti come "The Brisons".

## Storia
Si hanno notizie di insediamenti umani a Capo Cornwall sin dall'Età del Ferro, quando fu costruito un forte in loco, mentre nell'Età del Bronzo vi fu realizzata una camera sepolcrale.
Lo studioso William Borlase descrisse il luogo come "il promontorio di Helenus, figlio di Priamo", che sarebbe arrivato qui con suo figlio Bruto (il cui sepolcro sarebbe stato spazzato via dal mare).
Intorno al IV secolo d.C., fu costruita sul promontorio una delle più antiche cappelle cristiane della Cornovaglia occidentale, l'oratorio di Sant'Elena.
Nel 1836 o 1839 vi fu costruita una miniera, la Cape Cornwall Mine, utilizzata per estrarre dal mare stagno e rame. La miniera fu chiusa definitivamente nel 1883.
All'inizio del XX secolo, il luogo divenne di proprietà del capitano Frances Oates, che nel 1909 costruì nei dintorni la Porthledden House.